# Yves Delacour
Yves Delacour, francoski veslač, * 15. marec 1930, Le Perreux-sur-Marne, Francija, † 14. marec 2014.
Delacour je za Francijo nastopil na Poletnih olimpijskih igrah 1956 v Melbournu kot član četverca brez krmarja. Francoski čoln je tam osvojil bronasto medaljo. 